# JAPASH
JAPASH，2008年組成的日本男子舞蹈團體，主唱阿里是以前TOKYO D.的人氣團員，團體解散後回到日本經營舞蹈教室，但是他念念不忘台灣，一直想回台灣發展，讓更多人看他的表演。在2008年時，召集了四名人氣舞者，負責傑尼斯編舞的老師Tsuyoshi,為KAMINARIKAZOKU編舞的優秀舞者Taiki,曾擔任TRF巡演舞者的Shinji,以及為歐陽菲菲伴舞的Shinichiro，共五人。

## 演出
- 2008年 景文技術學院校園演唱會
- 2008年 白冰冰的冰火五重天節目
- 2008年 白冰冰的演唱會嘉賓

## 專輯
- 2008年 《JAPASH》

## 外部連結
- 阿里官方網站